# شبی در نمایش
شبی در نمایش (انگلیسی: A Night in the Show) فیلمی به کارگردانی چارلی چاپلین است که در سال ۱۹۱۵ منتشر شد.

## بازیگران
- چارلی چاپلین
- ادنا پرواینس
- لئو وایت
- وسلی راگلز
- فیلیس آلن
- لوید بیکن
- شارلوت مینو
- دی لمپتون
- جیمز تی. کلی